# Aeropuerto de Benguela
El Aeropuerto de Benguela (IATA: BUG, OACI: FNBG), también conocido como Aeropuerto Gen. V. Deslandes, es un aeropuerto que atiende a Benguela, una ciudad en la Provincia de Benguela de Angola.
Algunas aeronaves que podrían aterrizar en este aeropuerto teniendo en cuenta características del avión son:
- Airbus A318
- Antonov An-12 / Antonov An-140 / Antonov An-22 Atheus / Antonov An-26 / Antonov An-32 Sutlej / Antonov An-38 / Antonov An-72
- ATR 42-300 / 320 / 500 / 600
- ATR 72-201 / 210 / 500 / 600
- Beech 200 Super King Air
- Bombardier Dash 8 Q200 / Bombardier Dash 8 Q300 / Bombardier Dash 8 Q400
- Bombardier Global 5000
- British Aerospace ATP
- British Aerospace BAe 146-100
- British Aerospace Jetstream 32
- Cessna 208 Grand Caravan
- De Havilland Canada DHC-7 / DHC-6 / Dash 8 Q100 / DHC-2 / DHC-3 / DHC-5
- Douglas DC-3
- Embraer Bandeirante / Embraer EMB-120 Brasilia
- Embraer ERJ-145
- Embraer Phenom-100 / Embraer Phenom-300 / Embraer Xingu
- Fairchild Dornier 228 / Fairchild Dornier 328 / Fairchild Dornier 328JET
- Fokker F-27 Friendship / Fokker F-28 Fellowship / Fokker F50 / Fokker F70
- LET L-410 / L-420 / LET L-610
- Piper PA-34 Seneca
- Saab 340

Entre otras aeronaves similares

## Aerolíneas y destinos
En la actualidad, el  Aeropuerto de Benguela cuenta con una ciudad de destino en Angola. Ésta se encuentra organizada así:
| Ciudad            | Nombre del aeropuerto          | Aerolínea         |                   |                   |                   |
| Vuelos nacionales | Vuelos nacionales              | Vuelos nacionales | Vuelos nacionales | Vuelos nacionales | Vuelos nacionales |
| ----------------- | ------------------------------ | ----------------- | ----------------- | ----------------- | ----------------- |
| Angola            |                                |                   |                   |                   |                   |
| Luanda            | Aeropuerto Quatro de Fevereiro | SonAir            |                   |                   |                   |